# 本伝寺 (堺市)
本傳寺（ほんでんじ）は、大阪府堺市堺区に所在する日蓮正宗の寺院。山号は寿量山（じゅりょうざん）。白蓮日興の開創とも伝わり、かつては目口寺町（現在の堺市堺区市之町付近）にあったが、寛文2年（1663年）に現在地に移ったとされる。

## 起源と歴史
- 1494年（明応3年） - 保田妙本寺の日要が隆門隆珍より家屋の寄進をうけ、堺に弘通所を建立。
- 1537年（天文6年）11月14日 - 広蔵院日辰が種脱得意抄を著す
- 1623年（元和9年） - 良運院日啓により再建される。
- 1662年（寛文元年） - 雲海院日乗により再建される。
- 1875年（明治8年）12月16日 - 堺本伝寺所属本立講が一致門流妙見朋友講と堺宿院町糊利平宅にて法論を行う。
- 1936年（昭和11年）12月23日 - 後の日蓮正宗大石寺66世法主となる日達が住職となる。
- 1945年（昭和20年）7月10日 - 戦災で焼失する。
- 1952年（昭和27年）8月18日 - 戦災復興法要が行われる。

## 交通アクセス
- 阪堺電軌 御陵前停留場から徒歩5分

## 寺院周辺
- 堺市立少林寺小学校
- 堺南旅篭町郵便局